# Francisco Coll García
Francisco Coll García (Valencia, 1985) es un compositor español de música clásica que recibió en el año 2018 el premio internacional ICMA.

## Biografía y obra
Estudió en los Conservatorios Superiores de Valencia y Madrid, así como en la Guildhall School of Music de Londres. Recibió clases de composición de Thomas Adès y es considerado su único discípulo. Su obra ha sido interpretada por grandes orquestas internacionales, entre ellas la Filarmónica de Los Ángeles, la BBC Scottish Symphony Orchestra, la Sinfónica de Lucerna y la London Sinfonietta. 
En el año 2016 debutó en los BBC Proms de Londres con la obra  Four Iberian Miniatures para violín y orquesta. También en 2016 se estrenó su sinfonía Mural interpretada por la Orquesta Filarmónica de Luxemburgo.  Su obra ha sido publicada por la editorial Faber Music.
En 2017 se estrena en Suecia su concierto para guitarra y siete músicos Turia, dirigido por Christian Karlsen y con Jacob Kellermann a la guitarra. En ella intenta  crear una síntesis entre el flamenco y el lenguaje musical modernista centroeuropeo
En 2022 recibe dos grandes premios internacionales. En primer lugar, en enero fue galardonado en los premios ICMA, con los correspondientes al premio de la Orquesta y el premio a la mejor Grabación de música contemporánea, por el álbum ‘Orchestal Works’, publicado por Pentatone (en 2019 ya había recibido el premio ICMA en la categoría Compositor). En segundo lugar, en abril, se anunció que había resultado ganador del premio de la BBC Music Magazine Awards a las facetas de compositor y director en la categoría ‘Concerto’, por su trabajo en el CD ‘Plaisirs Illuminés’ junto a Sol Gabetta y Patricia Kopatchinskaja.

## Selección de obras
- Four Iberian Miniatures (2014).
- Cantos (2017). Esta obra fue un encargo de la Semana de Música Religiosa de Cuenca, se estrenó en dicho certamen en el año 2017, siendo interpretada por el Cuarteto Casals. Consta de un solo movimiento, la composición pretende imitar en cierta forma las inflexiones de la voz humana.
- Turia (2017) Concierto para guitarra y siete músicos.
- Concierto para violín (2019). Para violín y orquesta.
- Lilith (2022)

## Premios
- BBC Music Magazine Awards 2022[8]
- ICMA Awards 2022 Premio CD Música Contemporània y Orchestra Award[1]
- Premio del Compositor de ICMA 2019